# Jean-Baptiste Alphonse Dechauffour de Boisduval
Jean-Baptiste Alphonse Dechauffour de Boisduval, né le 14 juin 1799 à Ticheville (Orne) et mort le 30 décembre 1879 dans cette même commune, est un médecin, un entomologiste et un botaniste français.

## Biographie

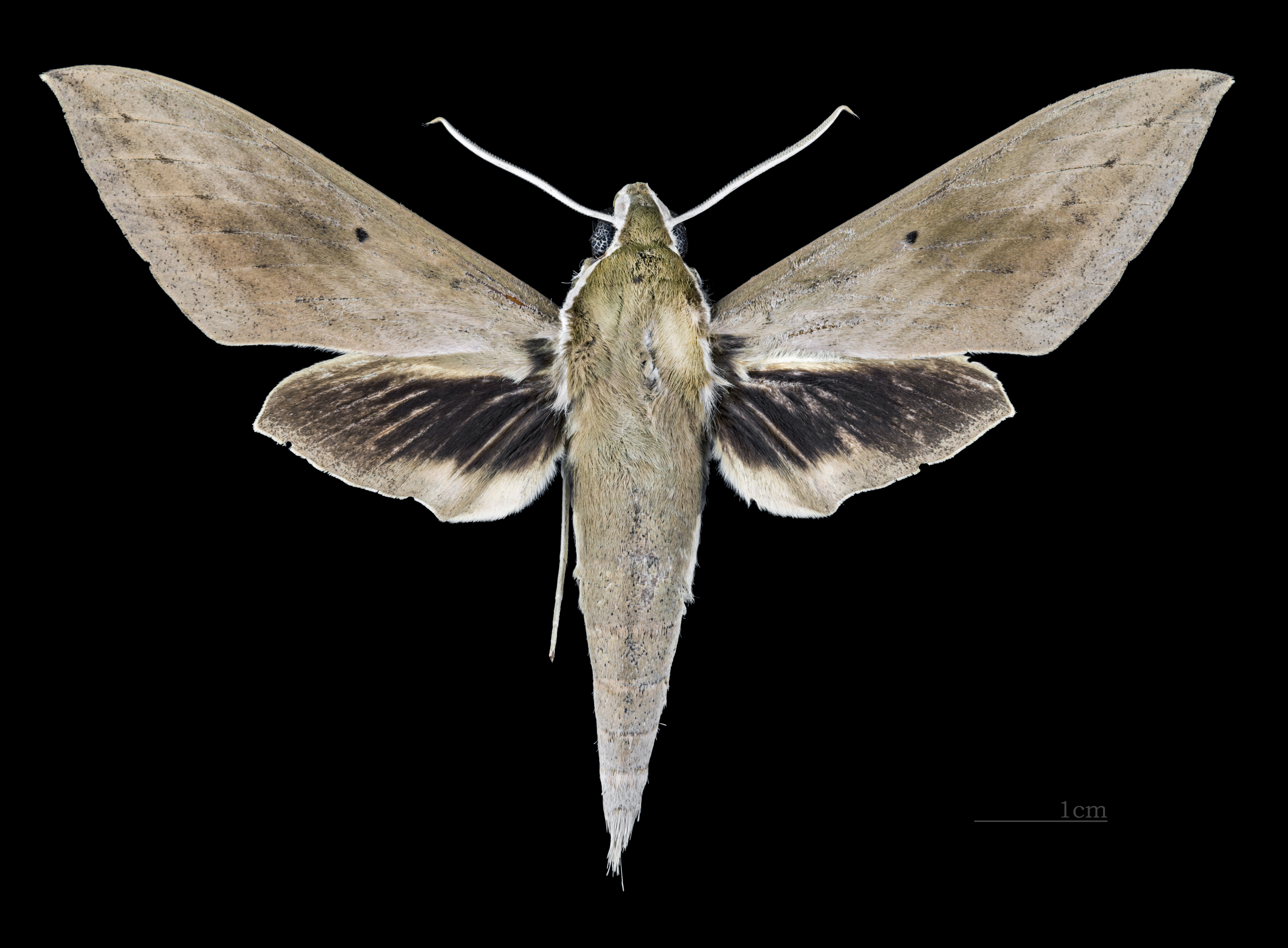
Theretra boisduvalii.

D’une longue famille de médecins, il étudie d’abord à Vimoutiers puis à Rouen. Il y obtient un titre de docteur en médecine en 1827 puis celui de docteur ès sciences.
Il fait paraître en 1827-1828 son Manuel complet de botanique (trois volumes, paru chez Nicolas Roret). Il est suivi, en 1829, Europaeorum lepidopterorum index methodicus(tableau méthodique des lépidoptères d’Europe). La même année, il commence la publication de l’Iconographie et histoire naturelle des coléoptères d'Europe, dont la parution s’étend jusqu’en 1836 et compte cinq volumes. Le texte est signé par le comte Pierre-François-Marie-Auguste Dejean (1780-1845). Boisduval est le conservateur des collections du comte.
Avec Pierre Rambur (1801-1870), Adolphe de Graslin (1802-1882) et d’autres entomologistes, Boisduval participe à la parution de la Collection iconographique et historique des chenilles, ou Description et figures des chenilles d'Europe... en 1832. La même année, paraît la première partie de Icônes historique des lépidoptères nouveaux ou peu connus. Collection... des papillons d'Europe nouvellement découverts... (1832-1834, Roret). Il est l’un des participants de la création de la Société entomologique de France qu'il présida à trois reprises : 1838, 1853 et 1858..
Boisduval décrit les insectes rapportés par l’expédition commandée par Jules Dumont d'Urville (1790-1842) à bord de l’Astrolabe et de la Coquille (Voyage de l’Astrolabe, première partie, Lépidoptères, deux volumes 1832 et 1835 ; L’Entomologie du voyage autour du monde sur la corvette la Coquille, deux volumes 1832 et 1835).

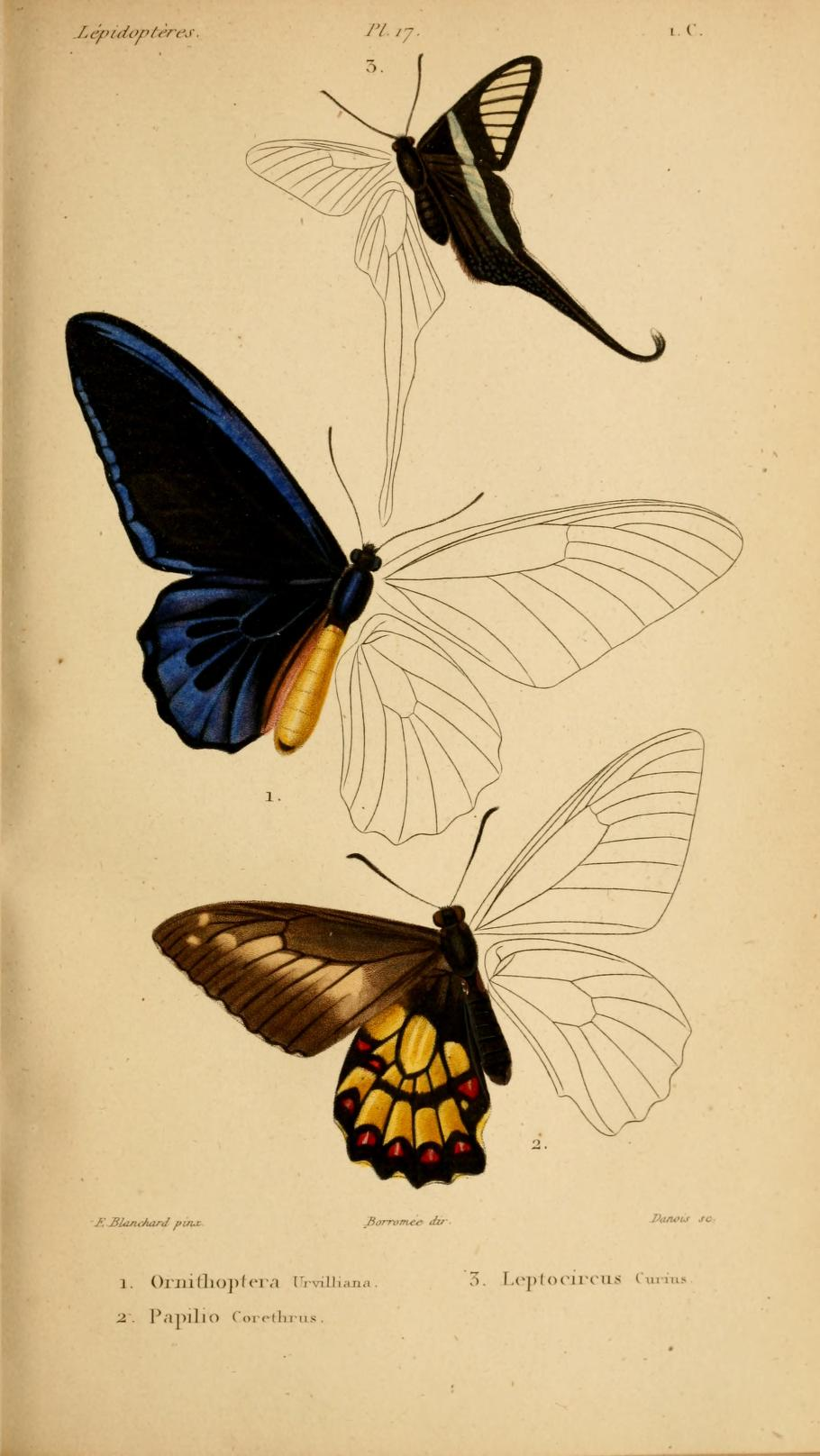
Planche de Boisduval.

Il étudie particulièrement les papillons d’Amérique et collabore avec l’entomologiste américain John Eatton Le Conte (1784-1860). Ainsi paraît Histoire générale et iconographie des Lépidoptères et des chenilles de l'Amérique septentrionale dont le premier tome est publié à Paris en 1833 et le second (Lépidoptères de la Californie) en 1852, les deux chez l'éditeur Roret.
Il étudie aussi la faune de l’Océan Indien : Faune entomologique de Madagascar, Bourbon et Maurice. Lépidoptères (1833) et Faune entomologique de l’Océanie (1835).
Dans les Suites à Buffon de l'éditeur Roret, Boisduval et Achille Guénée (1809-1880) rédigent les tomes neuf et dix consacrés aux Lépidoptères (1836-1857).
Boisduval n’est pas indifférent aux questions pratiques et publie en 1867 son Essai sur l’entomologie horticole, comprenant l'histoire des insectes nuisibles à l’horticulture avec l’indication des moyens propres à les éloigner ou à les détruire et l’histoire des insectes et autres animaux utiles aux cultures (Paris : E. Donnaud).
Sa collection de papillons est acquise par Charles Oberthür (1845-1924).
L'entomologiste Charles-Juste Bugnion lui a dédié une espèce de Sphingidae : Theretra boisduvalii.